# Arne Running
Arne A. Running (Moorhead (Minnesota), 17 september 1943 - 14 maart 2016) was een Amerikaans componist, muziekpedagoog, dirigent en klarinettist.

## Levensloop
Running begon zijn klarinet studies op 11-jarige leeftijd. Op 17-jarige leeftijd debuteerde hij met het Concerto voor klarinet en orkest met het Minnesota Symphony Orchestra. Na een studie als pedagoog aan het Moorhead-Teachers-College studeerde hij klarinet en compositie aan het New England Conservatory in Boston (Massachusetts). Aldaar behaalde hij zijn Bachelor of Music en ging aansluitend met zijn studies verder studeren aan de Temple University in Philadelphia (Pennsylvania), waar hij zijn Master of Music behaalde. 
Hij werd lid van het orkest van de Pennsylvania Ballet Company, een kamerorkest, en het Philly Pops Orchestra en later van het Philadelphia Orchestra. Hij was ook lid van verschillende ensembles voor eigentijdse muziek, zoals de Penn Contemporary Players en sinds 2001 ook van het Network for New Music, and Orchestra. 
Alhoewel hij in de jeugd en voor zijn tijd aan het conservatorium al kleine werken geschreven had, begon hij vanaf 1976 intensief te componeren. Zijn eerst serieuze compositie, Chorale and Capriccio voor harmonieorkest, werd een groot succes zowel nationaal als ook internationaal. Sindsdien kreeg hij diverse opdrachten, onder andere van het Minnesota Orchestra, de St. Olaf College Band en het Berks Classical Children's Chorus.

## Composities

### Werken voor orkest
- 1982 Concertino, voor althobo en strijkorkest 
  1. Preludio
  2. Chorale
  3. Rondo
- 1987 Fantasia on "S.B.M." (Stands By Me), voor orkest
- 1989 Requiem Adagio, voor trompet en strijkorkest
- 2003 Tico Tico naar Zequinha Abreu, voor solo klarinet, solo fagot en klein orkest
- 2005-2006 Daley's Arc, voor klarinet en strijkorkest 
  1. Prologue
  2. Aria I
  3. March
  4. Aria II
  5. Epilogue

### Werken voor harmonieorkest
- 1976 Chorale and Capriccio, voor harmonieorkest
- 1980 Sinfonia Festiva, voor harmonieorkest
  1. Fanfare
  2. Aria
  3. Toccata

### Werken voor koren
- 2003 Newborn Snow, voor driestemmig kinderkoor en piano - tekst: van de componist

### Kamermuziek
- 1978 Aria and Allegro, voor trompet, hoorn en trombone
- 1983 O Little Town of Bethlehem, voor dwarsfluit, klarinet en orgel
- 1986 Opus 5 for Brass 5, voor koperkwintet
- 2002 Aria, voor viool en piano
- 2004 Aria and Quodlibet, voor blazerskwintet
- 2006 Grotesque March, voor klarinetkwartet (of voor fagotkwartet)